# Sappi amore mio
Sappi amore mio è un brano di Biagio Antonacci estratto come primo singolo discografico dall'album Convivendo - Parte II del 2005.

## Descrizione
Il brano, scritto da Biagio Antonacci e co-prodotto insieme a Steve De Maio, è stato reso disponibile per vendita e per l'airplay a partire dal 25 gennaio 2005. Ha avuto maggior successo in radio.
Il video musicale prodotto per Sappi amore mio è stato diretto da Gaetano Morbioli.

## Tracce
CD promo
1. Sappi amore mio - 3:46